# Catedral de la Asunción de la Virgen (El Burgo de Osma)
La Catedral de la Asunción es un templo católico ubicado en la localidad del El Burgo de Osma dentro del municipio El Burgo de Osma-Ciudad de Osma en la provincia de Soria en Castilla y León en España. Fue núcleo y sede de la diócesis de Osma desde el siglo VI lo que le hace una de las más antiguas de España.
Es un edificio de estilo gótico que sustituyó a otro anterior románico. Comenzada su construcción en 1232, muestra también otros aportes estilísticos, concluyendo con el neoclásico (1784). Como otras muchas catedrales españolas del siglo XIII, fue dedicada a la Asunción de la Virgen. Es el principal monumento de la localidad de El Burgo de Osma.
El Museo de la catedral, organizado en sus dependencias interiores, guarda numerosos e importantes objetos de arte pertenecientes o ligados a la diócesis de Osma-Soria. Comparte la sede catedralicia con la Concatedral de San Pedro de Soria.

## Historia

### Orígenes
Restaurada la diócesis oxomense, Pedro de Bourges, más conocido como San Pedro de Osma, fue nombrado obispo, ocupando la sede entre 1101 y 1109. A él se atribuye la construcción de la primitiva catedral románica, que ocupó parte del solar donde con anterioridad estaba erigido el antiguo monasterio benedictino de San Miguel. Estos restos se encontraban en el burgo establecido en el llano de la otra margen, la izquierda, del río Ucero, por frente de donde paralelamente se desarrollaba la ciudad de Osma.
A partir de este momento, en el pequeño núcleo episcopal se produjo una rápida transformación urbana que fue en detrimento de la Osma realenga; consiguiendo ser una entidad jurídica independiente de ella al constituirse en la villa de El Burgo de Osma por privilegio de Alfonso VIII. Una villa episcopal, cuyo desarrollo posterior estuvo íntimamente ligado a su catedral y a las influencias, actividades y poder de sus diferentes obispos.

### La catedral románica
La construcción de la catedral románica, iniciada por Pedro de Bourges en 1101, fue continuada por sus sucesores: Raimundo (1109–1126) —después, arzobispo de Toledo—, Beltrán (1128–1140), Esteban (1141–1147) y Juan (1148–1174). La catedral debió de estar casi terminada a mediados del siglo XII, gracias a las limosnas que aportaban los numerosos peregrinos que, Camino de Santiago, acudían a venerar los restos del obispo restaurador de la sede oxomense, San Pedro de Osma.
La primitiva catedral románica, como otras de la época, debió tener tres naves —más alta, larga y ancha la central—, capillas absidiales y un crucero. Además, contaba con un claustro y diferentes dependencias anejas. De ella, quedan pocos aunque destacables restos en el claustro y la sala capitular.

### La catedral gótica

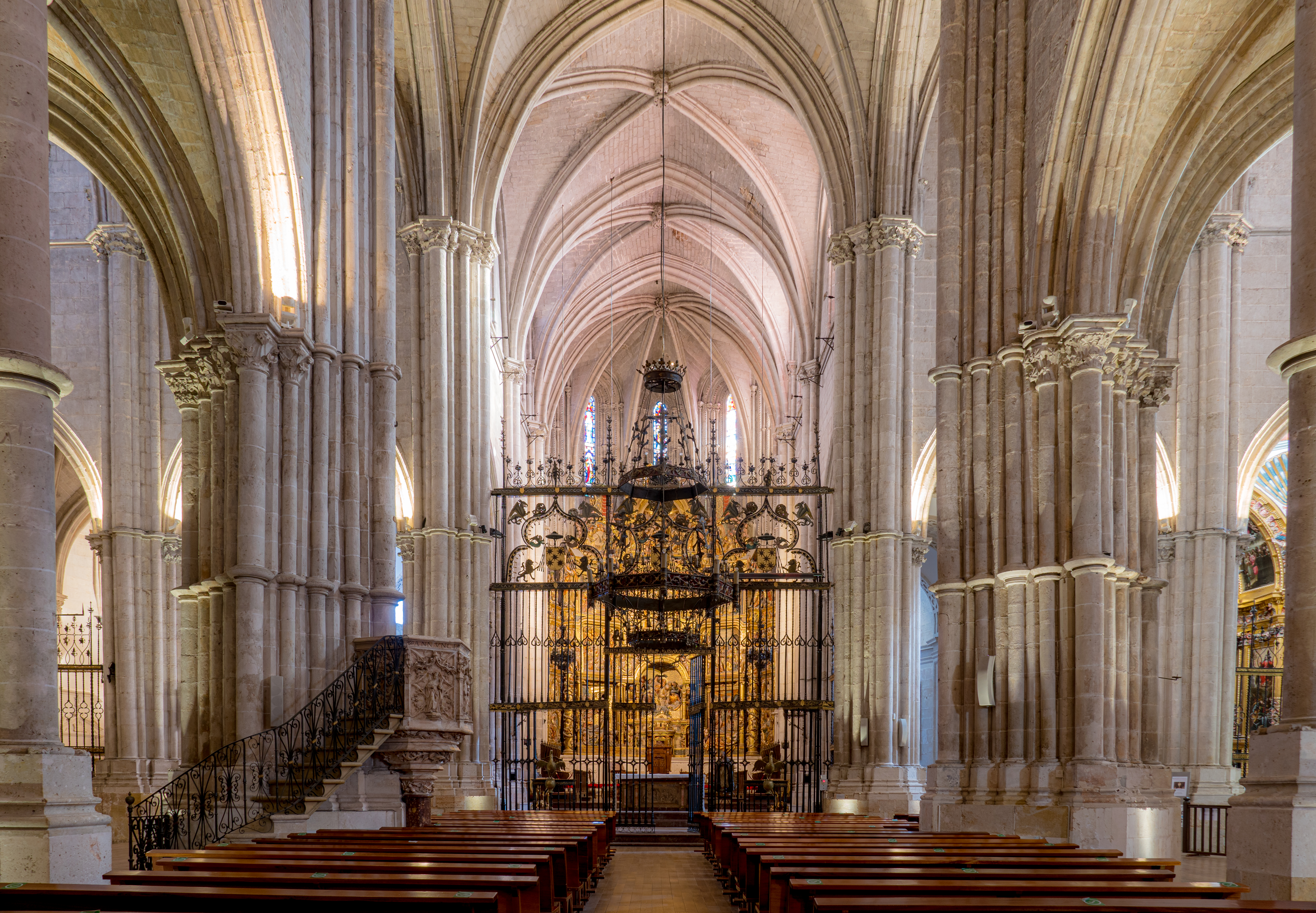
Nave y altar mayor

La catedral románica tuvo poca vida, pues el crecimiento y creciente importancia del El Burgo de Osma exigían espacios más amplios. Imbuido totalmente por las corrientes espirituales de la época, el obispo Juan Díaz de Medina —conocido tradicionalmente como Juan Domínguez— (1231–1240), ordenó la demolición de la catedral románica, para reedificarla inmediatamente en 1232 otra en estilo Gótico. Las obras continuaron con su sucesor, Pedro Peñafiel (1240–1246). La obra principal de la catedral pertenece a esta época.
En 1235 fue celebrada en la catedral la canonización de Santo Domingo de Guzmán, nacido en las cercanías de Osma, y que fue canónigo de esta catedral.
Diversos obispos continuaron realizando obras a lo largo de la Edad Media, atestiguándolas con sus respectivos escudos. Entre ellos, Pedro García de Montoya (1454–1474), Alonso de Fonseca Quijada (1493–1505) o Pedro González de Mendoza, obispo electo de Osma, en 1482.
El templo tiene una planta de tres naves y cinco tramos que se amplia, después del crucero, en dos naves más que remataban las cinco capillas absidiales añadidas en el siglo XV. En el siglo XVIII se construye la girola que circunda el ábside principal, para ello se derribaron las capillas inmediatas a la capilla Mayor.

#### Claustro y sala capitular

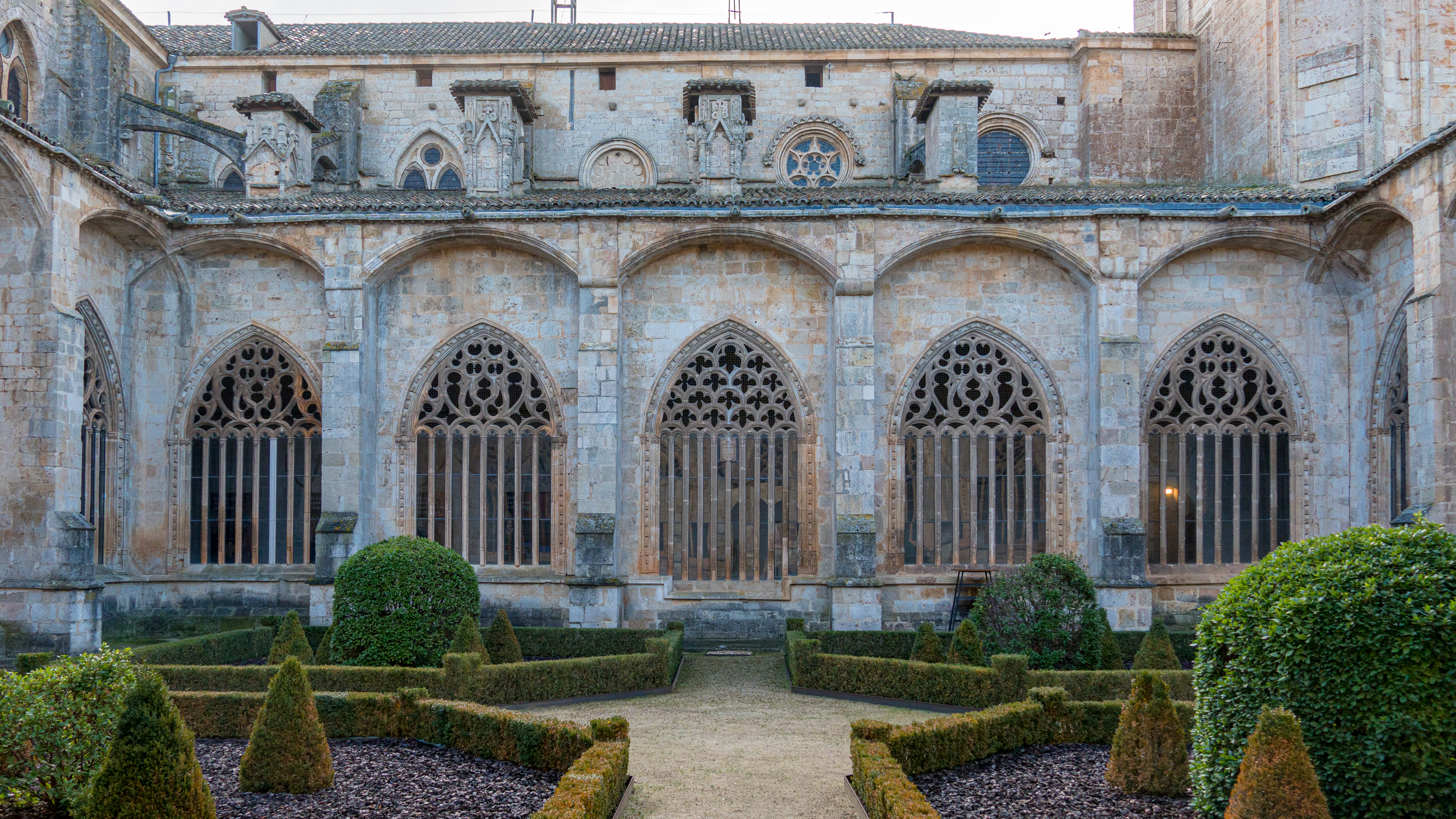
Claustro

El claustro tardo gótico fue construido en el siglo XVI, entre 1510 y 1515, sobre el anterior románico del que se conservaron un par de arcos embutidos en los nuevos muros coincidentes con la sala capitular que fue también anulada para construir sobre la misma en la capilla y tumba de San Pedro de Osma en el siglo XVI con reforma en el XVIII, se ubica frente a la entrada principal del templo. Los restos de la sala capitular son los únicos rastros que quedan del antiguo templo románico. Fue construida hacia el año 1200 y su estilo era en transición entre el románico y el gótico. En el interior se encuentra el sepulcro de San Pedro de Osma, que fue ocultado y resguardado en el siglo XVI cuando sus restos se llevaron a la nueva capilla. El sepulcro destaca por su conservación y es una de las piezas más importantes de la escultura funeraria medieval de España. Conserva, en muy buen estado, la policromía original y expone, en sus bajorrelieves, la vida y milagros del santo.

#### Capilla Mayor, coro y sacristía
Situada en la girola frente al coro, la capilla Mayor está presidida por un retablo dedicado a la Virgen María titular del templo. Fue construido por Juan de Juni y Juan Picardo entre 1551 y 1556. Consta de tres calles; en la calle de al derecha hay escenas referentes a la anunciación a la virgen, la visitación y la presentación del niño en el templo; en la central tránsito y glorificación de la virgen, dormición, asunción y coronación y en la calle de la izquierda tenemos el abrazo de San Joaquín y Santa Ana (padres de la virgen), nacimiento de la Virgen María y presentación de la virgen en el templo. La capilla se encuentra cerrada por una reja de hierro realizada por Juan Francés en 1515.
Frente a la capilla Mayor se halla el coro, cerrado también por una verja de Juan Francés, está de 1505. La sillería es obra de Sebastián Fernández realizada en 1588 y sobre ella se halla sendos órganos, en la parte de la Epístola es obra de Quintín de Mayo y Domingo de Acereda y fue realizado en 1500, en la actualidad no está en uso. El la parte del Evangelio es un órgano de José de Echevarría y Lorenzo Forcada realizado en 1788, en uso en 2022. En el trascoro hay un retablo renacentista dedicado a san Miguel arcángel que se podría atribuir a Juan de Juni, Juan Picardos y otros que se data en 1560.
La sacristía Mayor es obra del arquitecto Juan de Villanueva realizada entre 1772 y 1774 y está decoradas con pinturas de Gabriel Juez hechas en 1774.

#### Capillas

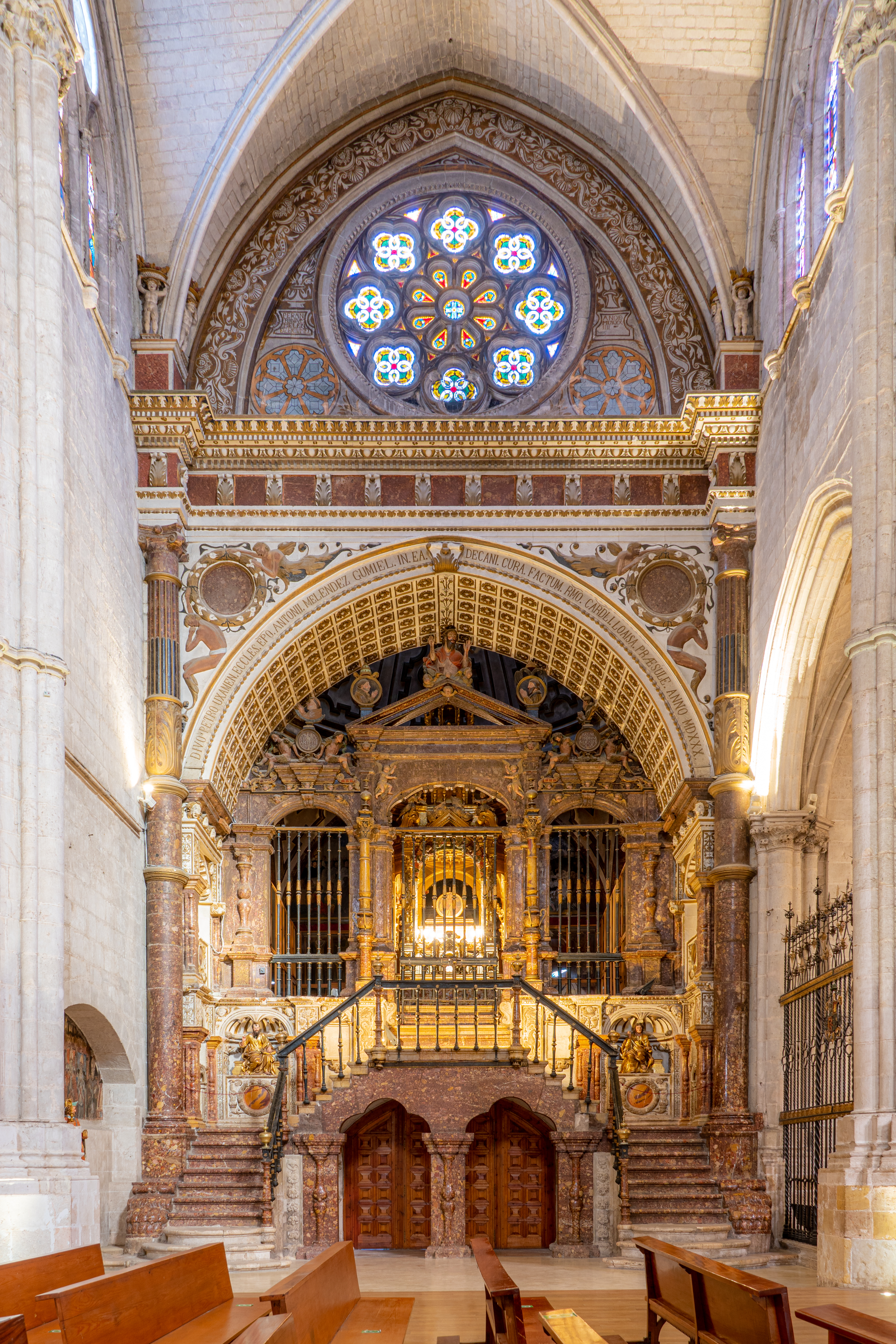
Capilla de San Pedro de Osma y escalera monumental, siglo XVI

- Capilla de la santa Cruz: Cerrada con una reja de Miguel Rodríguez realizada en 1517 tiene un retablo de Mateo Gómez de los Helgueros y Adrián Gómez realizado en 1694. Hay pinturas de Diego Díez Ferreras de 1694.
- Capilla de Santa Teresa: Cerrada con una reja de Miguel Rodríguez realizada en 1517 tiene un retablo de Domingo Romero realizado en 1706. La imagen de la santa es de estilo napolitano de factura anónima y la de San Antonio de Padua es de Tomás de la Sierra hecha en 1725.
- Capilla de la virgen del Rosario, antes de Santa Ana: Cerrada con una reja del maestro Usón realizada en 1518 y Juan Pascual León de 1899. Tiene un retablo de Domingo Romero realizado en 1708. La imagen de la virgen del Rosario de estilo cortesano data de 1788 y es de factura anónima, el resto es de Domingo Romero.
- Capilla de la virgen del Espino: Cerrada con una reja del maestro Usón realizada en 1518 y Juan Pascual León de 1899. El retablo es de Martín Martínez y Domingo de Acereda realizado en el siglo XVII o XVIII. La escultura de la virgen es de finales del siglo XIII y de factura anónima. Las pinturas son de Martín González de 1653.
- Capilla del beato Juan de Palafox o de la Inmaculada: también conocida como capilla del santísimo, proyectada por los arquitectos Juan de Villanueva y Francisco Sabatini en 1782 tiene la imaginería de Roberto Michel, la Inmaculada; Francisco Gutiérrez, las Virtudes Cardinales y Alfonso Giraldo Bergaz, las imágenes de santo Domingo de Guzmán y San Pedro de Alcántara. La pintura de la Adoración del Nombre de Dios es de Mariano Salvador Maella.
- Capilla del Santo Cristo del Milagro: Debe la denominación a la leyenda de que de la frente de la imagen del cristo crucificado brotó sangre a recibir una pedrada el 21 de diciembre de 1272. La capilla está cerrada con una reja del maestro Usón realizada en 1518 y Juan Pascual León de 1899. El retablo es de Francisco Villanova y se realizó en 1725. La escultura románica de origen francés del Cristo del Milagro es anónima y data de 1100. El cristo yacente es de Francisco de Vilanova y está realizada en 1718.
- Capilla de San Pedro de Osma: La capilla relicario de San Pedro de Osma está ubicada frente a la entrada principal para darle importancia y referenciarla. Fue construida sobre la sala capitular en el siglo XVI y luego reformada en el siglo XVIII. La festividad de San Pedro de Osma es el 2 de agosto.
- Capilla de la resurrección: cerrada con una reja de Jerónimo de Mota de principios del siglo XVI. Tienen un retablo construido por Francisco Forcada en 1742 con imaginería de Juan de Juni realizada en 1570.
- Capilla de San Agustín: con reja de Guillermo de la Mota de principios del siglo XVI tiene un retablo y esculturas de Francisco Forcada hecho en 1742. En esta capilla hay un sepulcro de finales del siglo XV.
- Capilla de santo Domingo: cerrada con una reja de Miguel Rodríguez realizada en 1517, tiene un retablo de Luis Bernasconi del siglo XVIII. Las esculturas son anónimas, la de santo Domingo de Guzmán de origen romano es de 1718 y la de la virgen de la Soledad es del siglo XVIII.
- Capilla de Santiago: está cerrada por una reja de la segunda mitad del siglo XVI de factura anónima. El retablo es de Francisco Forcada de 1742 y la pintura central, que muestra a Santiago en la batalla de Clavijo es también un anónimo del siglo XVI.

#### Personalidades vinculadas con su elaboración
Miguel del Castillo, maestro platero que elaboró un juego de cetros y unos atriles de plata que fueron colocados en el altar mayor.

## Códice Beato
El códice Beato es un libro románico escrito por Beato de Liébana en 1086 en el que se recogen los comentarios al apocalipsis del autor. Contiene 72 miniaturas entre las que se encuentra el "Mapamundi" que es el más amplio de los mapas altomedievales conocidos.

## Exterior

### Torre campanario

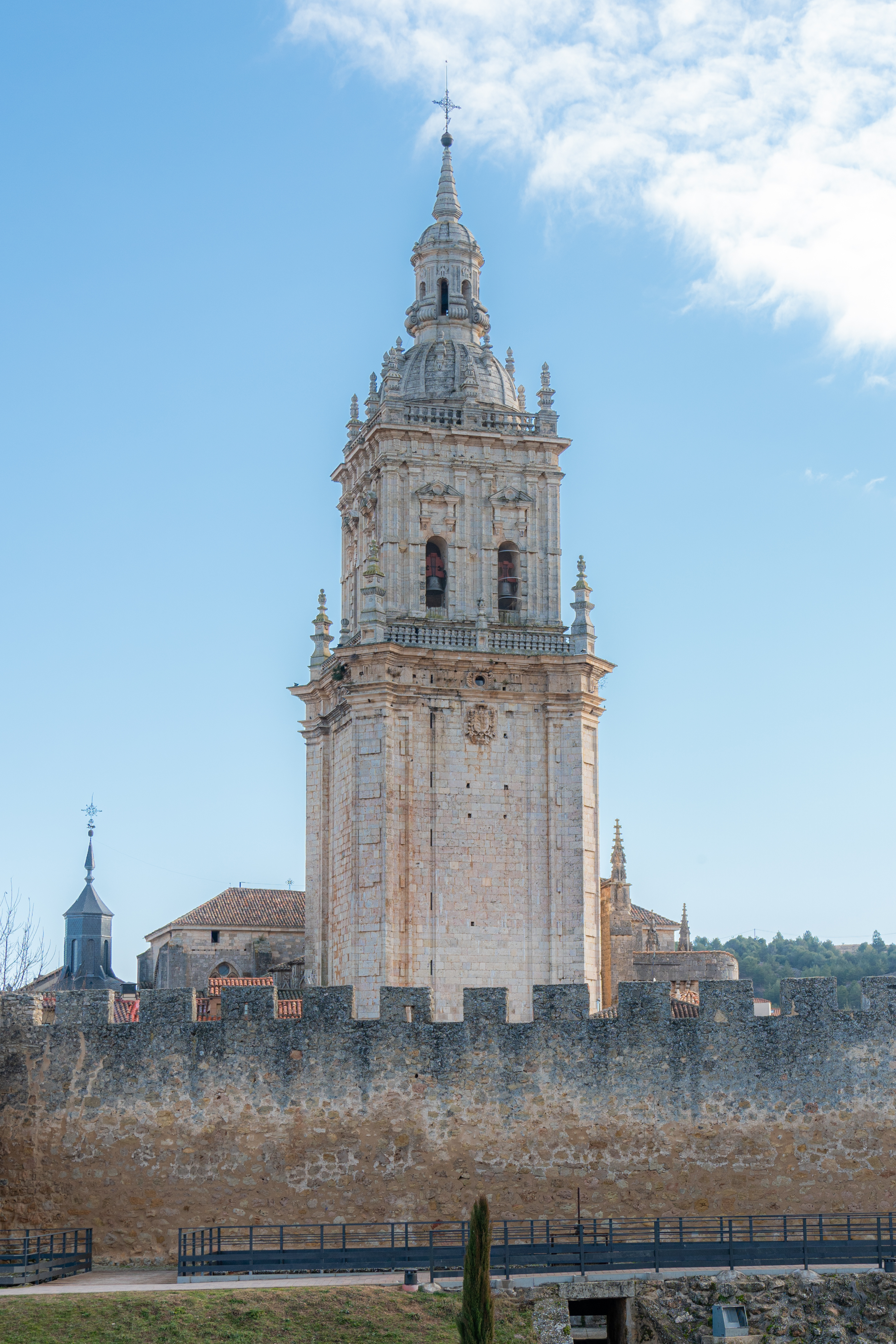
Torre campanario

La primera piedra de la alta torre que vemos, sustituyó a otra medieval hundida en 1734, se colocó el 26 de junio de 1739 trazada por José de la Calle; el día anterior por la tarde el Cabildo ultimaba los preparativos del Ceremonial que consistió en una salida procesional de la iglesia hasta donde se iba a elevar la torre a la que asistieron el Cabildo, las congregaciones, los músicos y el Pueblo.
El obispo constructor fue promovido en 1744 al arzobispado de Burgos y pronto las penurias económicas obligaron a detener la edificación de la torre. Los problemas económicos comenzaron a arreglarse con la muerte del Obispo Quadras en 1750, ya que dejó de herencia a la fábrica de la catedral la tercera parte de sus bienes, que ascendió a la cifra de 160.408 reales y 14 maravedís. En noviembre del año 1750 todo estaba dispuesto para reemprender el trabajo de construcción.
Con tejado estuvo la torre hasta 1765, cuando se emprendió la obra de la cubierta definitiva según traza de Juan de Sagarvinaga.
En la primavera de 1767, la torre a punto estaba de concluirse, según se desprende del acuerdo tomado tras leer un memorial de Pedro Menero, maestro fundidor de campanas, en el que se ofrecía para fundir la campana tronera. El último maestro que dirigió la obra de la torre fue de Manuel Isasbiribil, maestro de cantería de Aramayana, en Vizcaya.
En la construcción de esta torre intervinieron Juan de Sagarvinaga, del señorío de Vizcaya que se formó profesionalmente en el palacio de Aranjuez, su sucesor en la obra Martín de Beratúa, que trabajaba en la Catedral de Santo Domingo de la Calzada. Beratúa, configurador general del llamado estilo riojano de campanario, trabajó en el Burgo de Osma como mero director de obra.

## Las Edades del Hombre, 1997
En el año 1997, la catedral acogió la sexta edición de la exposición de arte religioso Las Edades del Hombre, en la que se exhibieron 249 obras procedentes principalmente de las iglesias de Castilla y León. La muestra, titulada La ciudad de seis pisos, se extendió con gran éxito de público desde el 26 de mayo al 8 de diciembre, varias semanas más de lo inicialmente previsto. En total registró 458.757 entradas de visitantes, según la fundación que la organiza .